# Franz Joseph Mangoldt

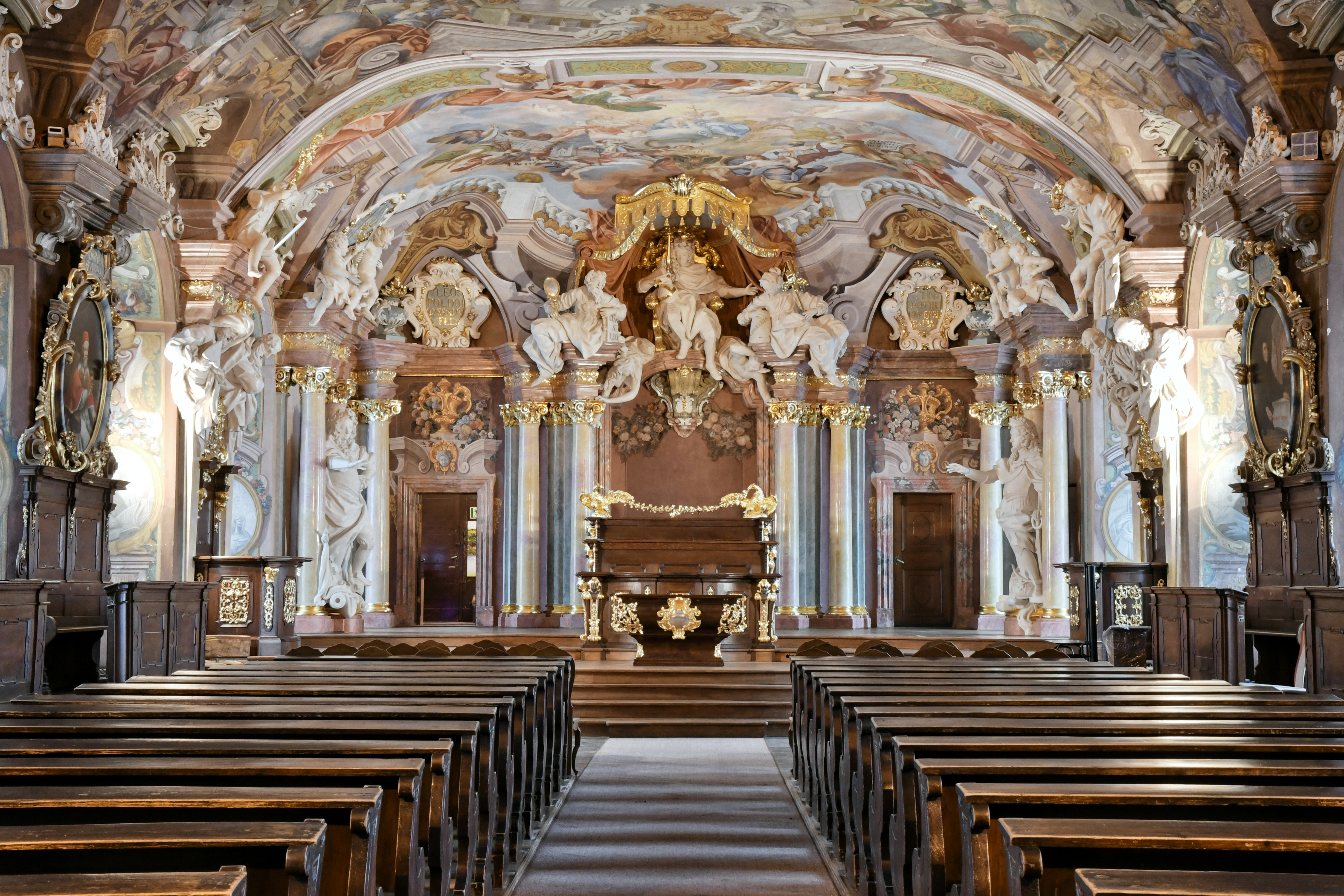
Westwand der Aula Leopoldina der Breslauer Universität

Franz Joseph Mangoldt (auch Franz Josef Mangoldt; Nachname auch Mangold; * 1695 vermutlich in Brünn; † 1761) war ein deutscher Barockbildhauer, der ab 1725 überwiegend in Schlesien tätig war.

## Leben

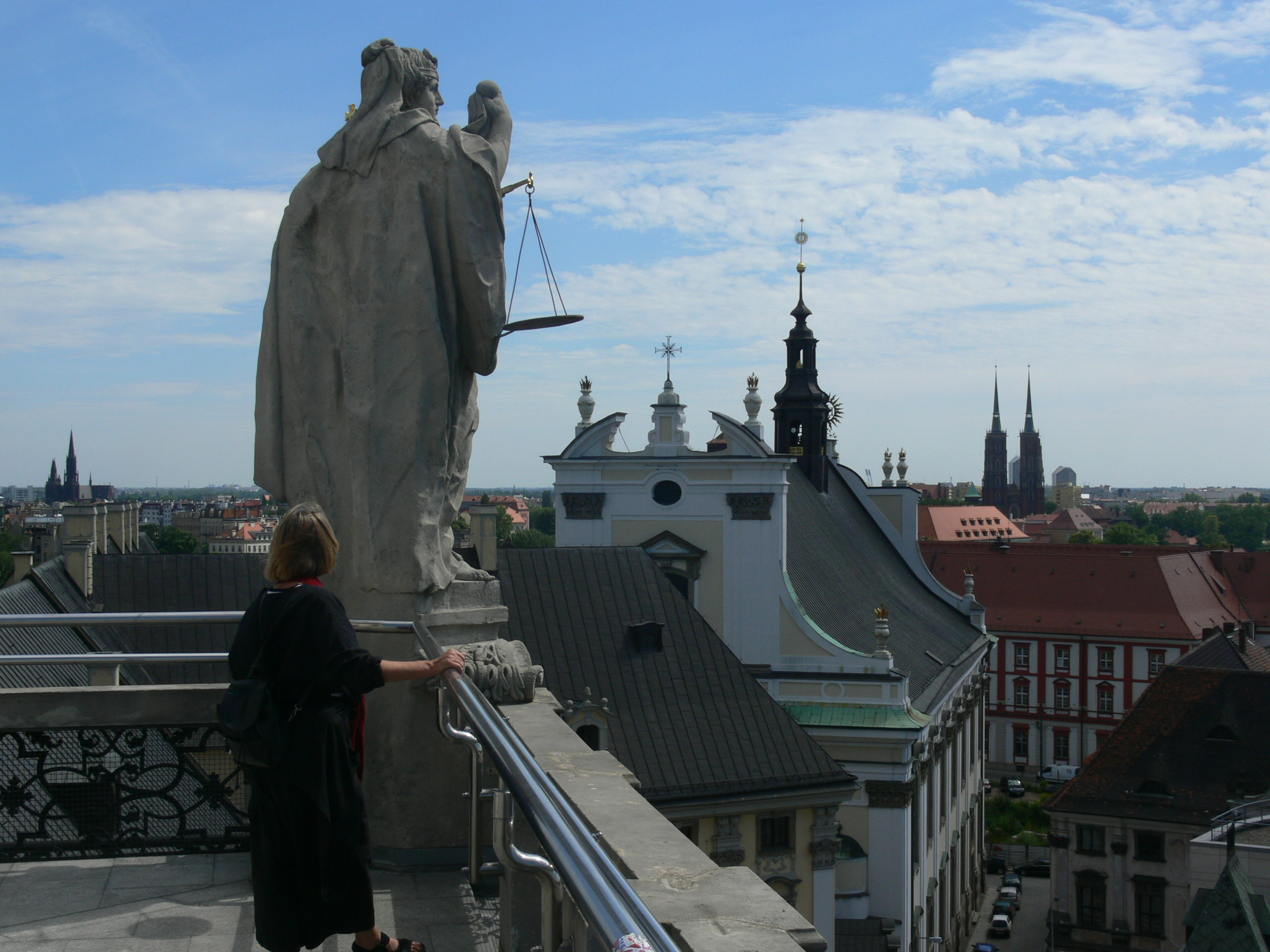
Mathematischer Turm mit Mangoldts Statue „Fakultät Recht“

Franz Joseph Mangoldts Lebensdaten sind nicht genau bekannt. Vermutlich war er der Sohn oder ein anderer Verwandter des Brünner Bildhauers Joseph Mangold (Mangolt), der aus Rottenbuch im bayerischen Pfaffenwinkel stammte. Dieser ist erstmals 1694 in Brünn belegt und war im Jahr 1700 Mitglied der dortigen St.-Lukas-Bruderschaft. Ein weiterer Verwandter war vermutlich Johann Mangold, der um 1710 die bildhauerische Ausstattung für die Annenkirche im mährischen Nikolsburg schuf.
Zu Franz Joseph Mangoldts bekanntesten Werken gehören die dekorative Ausstattung der Breslauer Aula Leopoldina, des Fürstensaals im Zisterzienserkloster Leubus, Werke für das Kloster Trebnitz sowie die Pfarrkirchen in Leubus und Seitsch. Zu seinem künstlerischen Kollegenkreis gehörten Johann Christoph Handke, Christian Philipp Bentum, Johann Albrecht Siegwitz und Felix Anton Scheffler. Seine Skulpturen schuf er überwiegend aus Stuckmarmor, der über ein Ziegelgerüst gegossen wurde.
Franz Joseph Mangoldt war mit einer Tochter des Schweidnitzer Bildhauers Georg Leonhard Weber verheiratet. Mangoldts Tochter war mit dem Maler Johann Heinrich Kynast vermählt, der vermutlich ein Schüler von ihm war. Weitere Schüler Mangoldts waren Ignaz Axter und Franz Anton Felder († 1782).

## Werke (Auswahl)
- Breslau

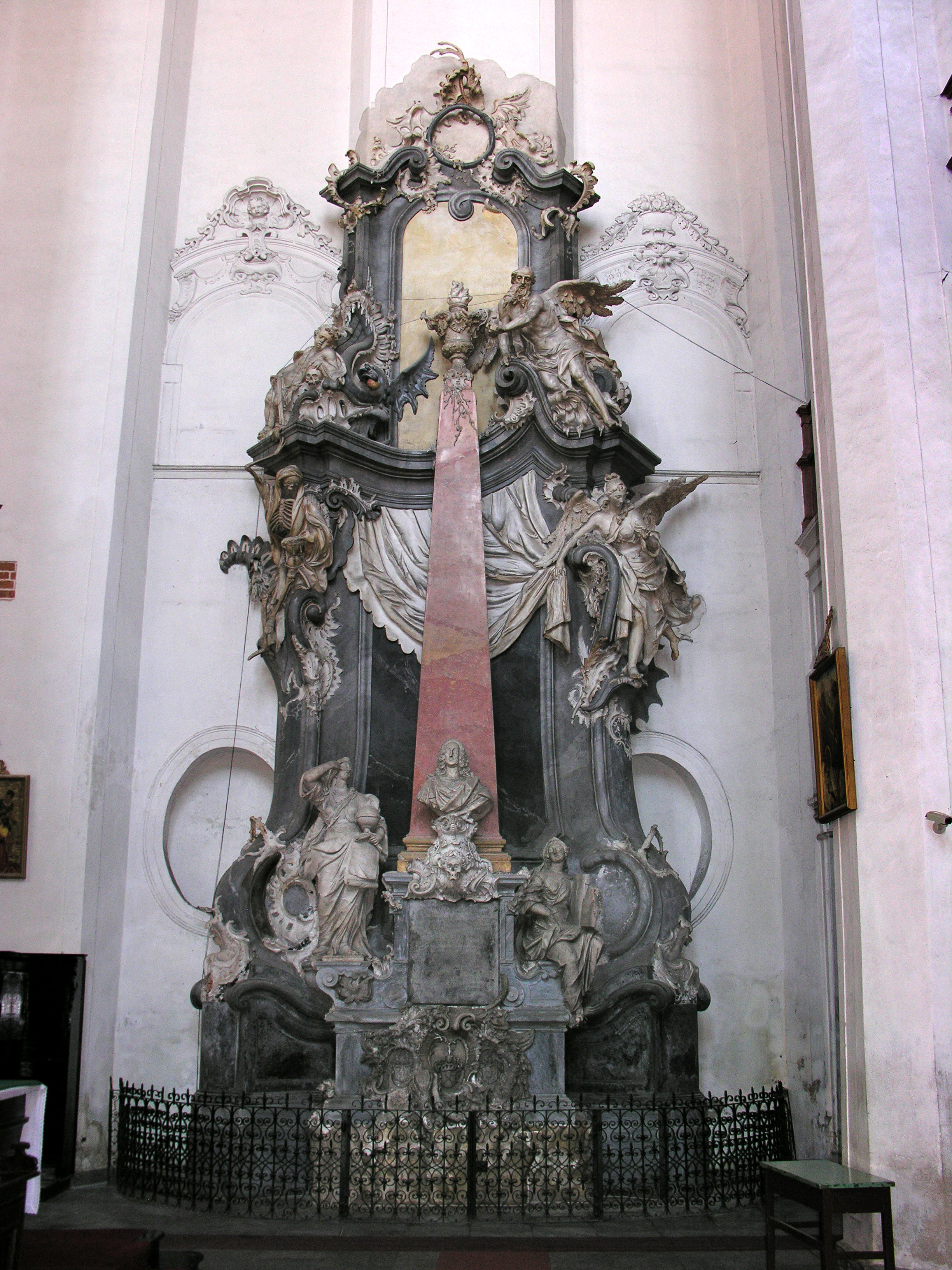
Epitaph des Hofkanzlers Heinrich Gottfried von Spätgen in der Breslauer Dorotheenkirche

  - St. Adalbert, Ceslauskapelle: Mitarbeit an der bildhauerischen Ausstattung (1725)
  - Jesuitenkirche vom Allerheiligsten Herzen Jesu (ab 1819 Pfarrkirche St. Matthias): Franz-Xaver-Altar aus Stuckmarmor, zwei Alabasterreliefs mit Szenen aus dem Leben des hl. Franz Xaver, Trägermohr, ornamentale Füllung der Wandfläche (1725–1733); Kanzel aus Marmor und Holz (1727/28)
  - Hauptgebäude der damals jesuitischen Universität Breslau:
    - Aula Leopoldina: Statuen der Kaiser Leopold I., Joseph I. und Karl VI. sowie allegorische Figuren (1731–1733);
    - Oratorium Marianum: reiches Schnitzwerk (1732)
    - Sandsteinstatuen der vier Fakultäten (Theologie, Philosophie, Medizin und Recht) am Mathematischen Turm (1733)

  - Sandkirche: Stuckmarmorkanzel mit Reliefs und zwei überlebensgroßen Trägermohren (1739)
  - St. Elisabeth: Grabmal für Johann Christoph Neumann und Gattin (nach 1733; zugeschrieben)
  - Dorotheenkirche: Grabmal des bischöflichen Hofkanzlers Heinrich Gottfried von Spätgen (1752/53)
  - Ehemaliges Sommerpalais der Breslauer Bischöfe (Websky-Schlösschen): Stuckarbeiten der Innenräume (1749/50)
- Leubus
  - Kloster Leubus: Innenausstattung des Fürstensaales mit Marmorinkrustation der Wände sowie Stuckgruppe der Kaiser Leopold I., Josef I. und Karl VI. mit mythologischen und allegorischen Figuren; Mohrenportal (1734–1738) und Gartenskulpturen (um 1739)
  - Pfarrkirche St. Valentin (Weinbergkirche): Figuren des Hochaltars, Kreuzigungs- und Marienaltar sowie Kanzel (1740–1745). Aus Dankbarkeit gegenüber dem Kloster Leubus schuf er unentgeltlich die bildhauerische Ausgestaltung der in der Pfarrkirche befindlichen St.-Nepomuk-Kapelle, für die Christian Philipp Bentum, ebenfalls unentgeltlich, das Altarbild „Martyrium des hl. Johannes von Nepomuk“ und das Gemälde „Beichte der böhmischen Königin“ schuf.[2]
- Seitsch, Pfarrkirche St. Martin: Hochaltar mit Figuren der Hll. Petrus, Paulus, Ambrosius und Augustinus sowie darüber die Hll. Benedikt und Bernhard; Kanzel mit Szenen aus dem Neuen Testament, auf dem Schalldeckel „Christus der Erlöser“ und Putti mit Symbolen der Vier Kirchenväter (1738–1740)
- Kloster Trebnitz: Hochaltar mit den Figuren der Hll. Bartholomäus, Johannes der Täufer, Johannes Evangelist und Judas Thaddäus (1747/48); Kanzel mit Figur des Auferstandenen Christus auf dem Schalldeckel; Figuren der Hll. Hedwig und Elisabeth am Triumphbogen (1739–1745); Alabasterfigur der hl. Hedwig vor deren Grabdenkmal (1750/51)